# Nobuko Nakahara
Nobuko Nakahara (em japonês:  中原暢子 - Urawa, 5 de janeiro de 1929 - 5 de julho de 2008) foi uma arquiteta japonesa que alcançou destaque após a Segunda Guerra Mundial. Nakahara foi uma das primeiras mulheres a se tornar uma arquiteta licenciada no Japão.

## Vida
Nobuko Nakahara nasceu em Urawa, cidade que hoje é parte de Saitama, em 1929. Em 1945, matriculou-se na Tokyo Kasei-Gakuin University, onde estudou economia doméstica. Após a formatura, Nakahara se viu insatisfeita com o curso e decidiu seguir a arquitetura. Em 1951, ela se matriculou no Instituto de Tecnologia Musashi, onde estudou arquitetura.
Foi presidente da UIFA (em francês:  L'Union Internationale des Femmes Architectes, "União Internacional das Mulheres Arquitetas")  Em setembro de 1953, Nakahara, juntamente com várias outras arquitetas, fundou a PODOKO, uma associação de mulheres em design.
Nobuko Nakahara morreu em 5 de julho de 2008, aos 79 anos.